# Croton stelluliferus
Croton stelluliferus är en törelväxtart som beskrevs av John Hutchinson. Croton stelluliferus ingår i släktet Croton och familjen törelväxter. Inga underarter finns listade i Catalogue of Life.